# Сабаевское сельское поселение
Сабаевское се́льское поселе́ние — муниципальное образование в Кочкуровском районе Мордовии Российской Федерации.
Административный центр — село Сабаево.

## История
Статус и границы сельского поселения установлены Законом Республики Мордовия от 28 декабря 2004 года № 121-З «Об установлении границ муниципальных образований Кочкуровского муниципального района, Кочкуровского муниципального района и наделении их статусом сельского поселения и муниципального района».

## Население
| 2002 | 2010  | 2012  | 2013  | 2014 | 2015 | 2016 |
| ---- | ----- | ----- | ----- | ---- | ---- | ---- |
| 1341 | ↘1092 | ↘1061 | ↘1024 | ↘988 | ↘960 | ↘920 |
| 2017 | 2018  | 2019  | 2020  | 2021 |      |      |
| ↘909 | ↘885  | ↘869  | ↘841  | ↗845 |      |      |

## Состав сельского поселения
| № | Населённый пункт | Тип населённого пункта       | Население |
| - | ---------------- | ---------------------------- | --------- |
| 1 | Майдан           | посёлок                      | ↘3        |
| 2 | Пенькозавод      | посёлок                      | ↘61       |
| 3 | Сабаево          | село, административный центр | ↘1028     |